# Jan Palacki
Jan Palacki, Jan Krstitelj Kašpar Palacki (češ. Jan Křtitel Kašpar Palacký) (1830. Prag — 1908. Prag) bio je češki geograf, biogeograf, univerzitetski profesor, političar i mecena. Bio je sin Františeka Palackog. Obrazovanje je stekao od oca i majke i pre svega od W. W. Tomka, kasnijeg istoričara i rektora Karlovog Univerziteta u Pragu. U školu je počeo da ide tek sa 16 godina. Nakon studija na uvniverzitetu dobio je doktorsku titulu.